# La trahison des images
La trahison des images (wörtlich: „Der Verrat der Bilder“) ist eines der bekanntesten Bilder von René Magritte. Es entstand 1929, ist ein 60,33 × 81,12 cm großes Ölbild und befindet sich heute im Los Angeles County Museum of Art. Abgebildet ist eine Pfeife, darunter ist der Schriftzug „Ceci n’est pas une pipe.“ (anhörenⓘ, französisch für „Dies ist keine Pfeife.“) zu lesen.
Der verbreitetsten Interpretation zufolge war es die Absicht Magrittes, zu demonstrieren, dass man es bei dem Dargestellten mit einem Bild zu tun habe und nicht mit einer tatsächlichen Pfeife, die man stopfen und rauchen könnte. Damit verhält es sich mit dem Bild ebenso wie etwa mit dem Wort „Hund“, das auch nicht bellen könne, wie der Semiotiker William James es formulierte.

## Thema und Werkkontext
Magritte behandelt mit „La trahison des images“ die Beziehung zwischen dem Objekt, seiner Bezeichnung und seiner Repräsentation und hatte dies darüber hinaus in einer Reihe von Bildern in den Jahren 1928 bis 1966 thematisiert.
Bereits 1926 skizzierte der Maler diese gedankliche Auseinandersetzung in Form einer Zeichnung, die zum einen eine Pfeife abstrakt darstellte, zum anderen ein realistisches Abbild einer Pfeife zeigte und außerdem das Wort „Pfeife“ abbildete.
1927 fertigte Magritte das Bild „Clé des songes“ (‚Der Schlüssel der Träume‘), in dem vier Gegenstände mit jeweils einem daneben abgebildeten Wort zu sehen sind; bei dreien der Gegenstände entsprechen Abbildung und Bezeichnung einander nicht, dies ist nur beim vierten Gegenstand, einem Schwamm, der Fall.
1928 wurde das Bild „Miroir vivant“ fertiggestellt. Vor schwarzem Hintergrund sind helle, miteinander verbundene Flächen zu sehen, auf denen in schwarzer Schrift die Worte „personnage éclatant de rire“, „horizon“, „armoire“ und „cris d’oiseaux“ zu lesen sind.
Höhepunkt und bekanntestes Werk der Reihe ist dann im Jahr 1929 „La trahison des images“, ein Bild, das Magritte in mehreren Versionen erstellte. Auch das Thema von „Clé des songes“ griff er wieder auf, indem er 1930 ein Bild mit sechs Objekten fertigte, die alle mit einer falschen Bezeichnung versehen sind.
Die Bilderreihe wurde schließlich 1966 mit dem Bild „Les deux mystères“ abgeschlossen. Darauf ist eine Staffelei abgebildet, auf der das Bild „La trahison des images“ zu sehen ist, während neben diesem abgebildeten Bild eine weitere Pfeife erscheint. Diese gleicht der im Bild „La trahison des images“ zwar in der Form, nicht aber in der Farbe. Dabei ist die Pfeife auf dem Bild im Bild realistischer ausgearbeitet, während die Pfeife neben der Staffelei halb im Dunkeln bleibt und eher blass und künstlich wirkt.
Zu „La trahison des images“ gibt es zahlreiche Interpretationsversuche, der bekannteste aus dem Jahr 1973 von Michel Foucault unter dem Titel „ceci n’est pas une pipe“, worin er auch zwei Briefe Magrittes dokumentiert. Neben der offensichtlichen Deutung, dass ein Abbild nicht identisch mit dem Originalgegenstand ist, weist Foucault darauf hin, dass Magritte durch das Aufzeigen eines scheinbaren Paradoxons den Beobachter zur Reflexion darüber zwingt, was man eigentlich überhaupt unter der Realität eines Gegenstandes zu verstehen hat.